# Ix-Xewkija
Ix-Xewkija (engelska: Xewkija) är en ort och kommun på ön Gozo i republiken Malta. Den ligger i den nordvästra delen av landet, 27 kilometer nordväst om huvudstaden Valletta. 